# QX Gaygalan 2009
QX Gaygalan 2009 var den 11:e QX Gaygalan och den hölls på Cirkus i Stockholm den 2 februari 2009. Galan leddes av Petra Mede. Det delades ut priser i tjugo kategorier, nitton av dessa hade röstats fram av tidningen QX läsare. Den tjugonde, QX hederspris beslutas av tidningen och det gick till Hatbrottsjouren.

## Nominerade
Vinnare markeras med fetstil
| Årets homo/bi | Årets hetero                                                                                      |
| --- | ------------------------------------------------------------------------------------------------- |
| - Andreas Lundstedt - Victoria Svensson - Peter Gustafsson - Tony Irving - Magnus Betnér                                                                                      | - Gustaf Skarsgård - Kitty Jutbring - Fredrik Reinfeldt                                           |
| Årets Hederspris |                                                                                                   |
| Hatbrottsjouren |                                                                                                   |
| Årets kämpe | Årets gayställe                                                                                   |
| - Jan Wisén, som verkat för mångfald i brandförsvaret - Egalia, RFSL:s ungdomsgård för HBT-ungdomar - Riksdagens HBT-grupp, som bland annat verkat för könsneutralt äktenskap | - Gossip (Göteborg) - Connection - Lino - Ficks - Side track                                      |
| Årets artist | Årets svenska låt                                                                                 |
| - Amanda Jenssen - Kleerup - Agnes | - Empty Room - Sanna Nielsen - On and On - Agnes - Hero - Charlotte Perelli                       |
| Årets utländska låt | Årets genombrott                                                                                  |
| - I Kissed a Girl - Katy Perry - Mercy - Duffy - Bleeding Love - Leona Lewis                                                                                                  | - Björn Gustafsson - Kevin Borg - EMD                                                             |
| Årets film | Årets scen                                                                                        |
| - Patrik 1,5 - Mamma Mia! - Sex and the City | - Dina dagar är räknade (Sissela Kyle) - Petra von Kants bittra tårar - Hedwig and the angry inch |
| Årets duo | Årets drag                                                                                        |
| - Gustaf Skarsgård och Torkel Peterson - Gynning och Berg - Simon och Tomas                                                                                                   | - Fashion pack - Jonas Hellman Driessen som ’’Adrago’’ - Cabaret Moulin                           |
| Årets blogg | Årets TV-program                                                                                  |
| - Per-Robins Gaybloggen - Livsvinst - Gaybloggen (Amir Akrouti) | - Bonde söker fru - Brothers and Sisters - Körslaget                                              |
| Årets TV-stjärna | Årets bok                                                                                         |
| - Björn Gustafsson - Carina Berg - Kristian Luuk | - Mamma, mormor & jag - Kim Kärnfalk - Dårens dotter - Mian Lodalen - Lubiewo - Michel Witkowski  |
| Göteborgspriset | Öresundspriset                                                                                    |
| - Gossip - Queer - HBT-festivalen i Göteborg | - Copenhagen Gay & Lesbian Film Festival - Wonk@A2 - Joy Sanchez                                  |
| Årets keep-up-the-good-work |                                                                                                   |
| - Volontärerna på Stockholm Pride - Robert Fux - Springpride |                                                                                                   |